# Dieter Finzel
Dieter Finzel (* 26. Oktober 1940 in Gemünden (Hunsrück); † 15. Oktober 2019) war ein deutscher Rechtsanwalt in Hamm. Er war Präsident der Rechtsanwaltskammer für den Bereich des Oberlandesgerichts Hamm.

## Leben und Wirken
Dieter Finzel wuchs als Sohn des Kaufmanns Heinrich Finzel und seiner Frau Elise geb. Schneeberger als jüngstes von vier Kindern in Gemünden auf.
Nach dem Abitur am Herzog-Johann-Gymnasium in der Kreisstadt Simmern 1960 und dem anschließenden (freiwillig-zweijährigen) Wehrdienst, den er mit der Beförderung zum Leutnant der Reserve abschloss, studierte Finzel ab 1962 an der Eberhard Karls Universität Tübingen und der Universität des Saarlandes Rechtswissenschaft. Seine Studien schloss er nach acht Semestern mit dem Staatsexamen (Dezember 1966) und der Promotion (Saarbrücken 1970) ab. Die Zeit bis zum Antritt des damals noch dreijährigen juristischen Vorbereitungsdienst in Nordrhein-Westfalen am LG Münster nutzte er für ein knappes Jahr als Wissenschaftlicher Assistent in Saarbrücken. Dabei konnte er auch seine Dissertation Strafvollstreckung und Strafvollzug, eine Untersuchung zur Abgrenzung, Rechtsnatur und systematischen Stellung vorbereiten, die er dann neben seiner praktischen Ausbildung zum Abschluss führte. Nach zweitem Examen und der Zulassung zur Rechtsanwaltschaft war er 1971 zunächst im Bezirk des Amtsgerichts Ahaus und des Landgerichts Münster tätig, bereits ein Jahr später wurde er zum Oberlandesgericht Hamm zugelassen. Von 1981 bis 2010 war er zugleich auch als Notar bestellt. Dem Vorstand der Rechtsanwaltskammer Hamm gehört er seit 1987 an, von 1992 bis 1996 als Vizepräsident, danach als Präsident bis 2012, seitdem als Ehrenpräsident.
Von 2006 bis 2012 war er Mitglied des Ausschusses „Bundesrechtsanwaltsordnung“ der Bundesrechtsanwaltskammer.
Für sein besonderes ehrenamtliches Engagement dort und in der Kommune wurde er 2001 mit dem Bundesverdienstkreuz am Bande geehrt. Auf Bundesebene engagierte er sich insbesondere zu Fragestellungen und Neuregelungen im anwaltlichen Berufsrecht. 2010 wurde er mit dem Bundesverdienstkreuz 1. Klasse ausgezeichnet. Der Orden wurde ihm durch die damalige nordrhein-westfälische Justizministerin Roswitha Müller-Piepenkötter überreicht.
Dieter Finzel war verheiratet. Seine zwei Söhne sind ebenfalls Rechtsanwälte.

## Schriften
- Anwaltliche Berufsorganisationen. Kurzlehrbuch. BWV, Berliner Wissenschafts-Verlag, Berlin 2003, ISBN 978-3-8305-0620-1.
- Kommentar zum Rechtsdienstleistungsgesetz mit Ausführungsverordnungen und ergänzenden Vorschriften. Boorberg, Stuttgart 2008, ISBN 978-3-415-04068-7.
- Geschichte der Rechtsanwaltskammer Hamm 1879–2018. Walter de Gruyter, Berlin/Boston 2018, ISBN 978-3-11-061352-0; E-Book ISBN 978-3-11-061369-8.